# 愛在貓咪療癒時
《愛在貓咪療癒時》（日语：ねこばん）為2010年10月至12月於多家電視台連播（tvk、TVS、CTC、MTV、KBS、SUN）及在日本電視台系統的STV、東京電視台系統的TVQ播出、光TV及VOD上架播出的連續劇。

## 概要
劇中演出的貓咪皆以徵選方式選出，由日本娛樂媒體總合學院（アミューズメントメディア総合学院）配音部門的在校生負責劇中演出的貓咪的配音工作。

## 登場人物及演員
- 根本勳：伊武雅刀

主角，前電車駕駛員。
- 根本敏子：Lily

阿勳的妻子。
- 阿勳的女兒：片山啟

與雙親分居。
- 阿勲的女婿：松田信行

前部下。
- 千鶴：大和田萌

阿勳的孫女。4歳。照片演出。

## 登場貓咪（配音員）
- 奧利哈康：最中（橋本啓子）
- 虎克：蘭奇（山内梨早）
- 齊力：麥克（山内里紗）
- 理美：梅茲（棚瀨香澄）
- 勳：三毛子（米田桃子）
- 古魯古魯：布魯（加護步）
- 達可：巨無霸（Jumbo）（宮島恵美）
- 大福：伊庫拉（大鐘直樹）
- 松：多羅尾（山崎瑞生）
- 竹：月（湯田朱里）
- 梅：栗（棚瀨香澄）
- 悟空：丸（山崎瑞生）
- 豹：阿涼（山內梨早）
- 虎：雄（橋本啓子）
- 湯姆·索亞：黑貓傑克（鈴木寬子）

## 電影版
2011年1月22日以3D版本在日本上映。由原班人馬擔當演出。

## 主題曲
- 片頭曲「TickTack」　主唱：nico（小林元子&小澤瑞季）、作詞：吉津屋小忠實、作曲&編曲：牧野信博
- 片尾曲「只有我們二人」　主唱：廣坂愛、作詞：吉津屋小忠實、作曲：山本幹子、編曲：安齋孝秋

## 製作團隊
- 製作總指揮：吉田尚剛
- 企劃：永森裕二
- 劇本：有馬顕、高橋悠、芦塚慎太郎
- 音樂：sanpachi（studio8）
- 製作人：飯塚達介、森角威之
- 製作統籌：岩城一平
- 攝影導演：中尾正人
- 攝影：原伸也
- 動物訓練：ZOO動物製作
- 後期製作：e-na studio
- 助理製作：田口梓
- 協助：日本娛樂媒體總合學院、AMG出版工房、AMG MUSIC、TSP Engineering、L.S.C.、e-na studio、馬車馬企画、sabot6課、天然工房
- 導演：有馬顯
- 製作：「貓咪心動奇蹟」製作委員会（日本娛樂媒體總合學院、tvk、TVS、CTC、MTV、KBS、SUN、札幌電視放送、TVQ九州放送、NTT Plala、竹書房）
- 企劃：AMG Entertainment
- 製作：TOHOO

## 標題
| 各集   | 標題                                                       | 英文標題                                                                 | 日文標題 | 演出貓咪   | 格言引用               |
| ------ | ---------------------------------------------------------- | ------------------------------------------------------------------------ | -------- | ---------- | ---------------------- |
| 第1回  | 世界上最完美的二件事物－時鐘與貓。                         | Two things are aesthetically perfect in the world—the clock and the cat. |          | 奧利哈康   | 埃米尔-奥古斯特·沙尔捷 |
| 第2回  | 貓就像找不出解答的謎題。                                   | A cat is a puzzle for which there is no solution                         |          | 虎克、蘭奇 | 黑茲爾·尼科爾森        |
| 第3回  | 事實上貓與貓之間是不會發出聲音的。                         |                                                                          |          | 理美、勳   | 尼爾·卡薩迪            |
| 第4回  | 小貓咪是世上的最高傑作。                                   | The smallest feline is a masterpiece                                     |          | 古魯古魯   |                        |
| 第5回  | 貓咪是心靈鑑定家。                                         | Cats are connoisseurs of comfort.                                        |          | 達科       | 吉米·哈利              |
| 第6回  | 貓咪是特別的。你可以抱抱牠。                               | Cats are special because you can just hold them.                         |          | 大福       | 凱特琳·泰伊            |
| 第7回  | 狗兒狼吞虎嚥、貓咪細嚼慢嚥。                               | Dogs eat. Cats dine.                                                     |          | 松、竹、梅 | 安·泰勒                |
| 第8回  | 貓咪對任何事永遠都有新發現。                               | Cats are endless opportunities for revelation.                           |          | 悟空       | 萊斯利·卡普            |
| 第9回  | 藝術家愛貓。                                               | Artists like cats.                                                       |          | 豹         | 德斯蒙德·莫利斯        |
| 第10回 | 貓咪不會因為人的任何事而有所改變。                         |                                                                          |          | 虎         | 迪安·蒙羅              |
| 第11回 | 成功屬於耐心等待的人…貓咪除外。                            | Everything comes to those who wait...except a cat.                       |          | 湯姆·索亞  | 瑪麗蓮·彼得森          |
| 最終回 | 幸福的貓咪看來極為相似。牠們不知不覺的就趴在我的膝蓋上了。 |                                                                          |          | 所有貓咪   | 威廉·貝內特            |

## 電影版
此片為3D電影。

### 角色及演員
- 根本勲：伊武雅刀
- 根本敏子：Lily
- 千鶴：奧田伊呂波
- 片山健
- 上原奈美